# Битка код Иса (194)
Битка код Иса вођена је 194. године између римских снага верних цару Септимију Северу са једне и римских трупа верних његовом супарнику Песценију Нигеру са друге стране. Завршена је победом Северове војске.

## Увод
Нигер, који је као гувернер Сирије на своју страну привукао трупе на Истоку, претходне је године покушао заузети Рим, али је у биткама код Кизика и Никеје одбачен из западне Мале Азије. Следеће је године покушао пружити отпор Северовим трупама у Киликији. Антички извори наводе како је Север на својој страни имао око 12 легија насупрот Нигерових 6-9, али је Нигер ту предност анулирао огромним бројем помоћних трупа, мобилизираних код римских клијентских владара на Истоку.

## Битка
Нигер је запосео важан превој Киликијска врата. Борба је испочетка била неодлучна, али је Северово кориштење тестудо формације, боље маневрисање, као и изненадна олуја која је пореметила Нигеров напад, превагу дала северовцима. Нигерова војска је великим делом опкољена и уништена. Нигер се склонио у Антиохију, одакле је покушавао побећи у Партију, али је на крају ухваћен и погубљен.

## Последице
Битка код Иса је привремено решила питање царске власти, али није значила крај рата. Про-нигеровски Визант се још две године налазио под опсадом, с обзиром да су његови грађани веровали да ће се против Севера окренути његов савезник и савладар на западу, Клодије Албин. То се на крају и догодило, али је и Албин 197. године поражен у бици код Лугдунума.